# Blah Blah Blah (álbum)
Blah Blah Blah es el séptimo álbum de estudio del cantante Iggy Pop. Lanzado en 1986, el disco apareció después de una ausencia de cuatro años desde su anterior disco, lanzado en 1982.

## Producción
La colección incluye una versión de "Wild One" de Johnny O'Keefe (aquí titulada "Real Wild Child (Wild One)" y tres canciones originales coescritas con el exguitarrista de Sex Pistols, Steve Jones. Las pistas restantes fueron coescritas por David Bowie, quien también produjo el álbum junto con David Richards, pero, a diferencia de su trabajo previo con Pop (The Idiot y Lust for Life, ambos publicados en 1977), no canta ni toca ningún instrumento. El biógrafo de David Bowie, David Buckley dijo en una ocasión que "Blah, Blah, Blah" era "un álbum de Bowie en todo menos en el nombre". Nunca se ha especificado qué temas del disco, en su caso, se originaron durante las sesiones del álbum Tonight de Bowie en 1984 (Hugh Padgham, uno de los productores de este último, recordó que Bowie y Pop hicieron algunas canciones que Bowie rechazó en última instancia para su inclusión en Tonight).

## Sencillos
- «Real Wild Child» fue lanzado como el único sencillo, el cual alcanzó el puesto 27 en la lista estadounidense Mainstream Rock de Billboard. También se convirtió en el primer sencillo en alcanzar el Top Ten en Reino Unido.[3]

## Lista de canciones
| N.º | Título                       | Escritor(es)                               | Duración |  |
| 1.  | «Real Wild Child (Wild One)» | Johnny O'Keefe, Johnny Greenan, Dave Owens | 3:38     |  |
| 2.  | «Baby, It Can't Fall»        |                                            | 4:14     |  |
| 3.  | «Shades»                     |                                            | 5:57     |  |
| 4.  | «Fire Girl»                  | Pop, Steve Jones                           | 3:33     |  |
| 5.  | «Isolation»                  |                                            | 4:36     |  |
| 6.  | «Cry For Love»               | Pop, Jones                                 | 4:28     |  |
| 7.  | «Blah-Blah-Blah»             |                                            | 4:32     |  |
| 8.  | «Hideaway»                   |                                            | 5:01     |  |
| 9.  | «Winners & Losers»           | Pop, Jones                                 | 6:18     |  |
| 10. | «Little Miss Emperor»        |                                            | 3:50     |  |